# 小行星21721
小行星21721（21721 Feiniqu）是一颗绕太阳运转的小行星，为主小行星带小行星。该小行星于1999年9月9日发现。

## 轨道参数
小行星21721的轨道半长轴为2.3164076 UA，离心率为0.133。